# Вейнингер, Отто
О́тто Ве́йнингер (нем. Otto Weininger; 3 апреля 1880, Вена — 4 октября 1903, там же) — австрийский философ

 и психолог, получивший известность как автор книги «Пол и характер. Принципиальное исследование», снискавшей массовую популярность в начале XX века после его самоубийства.
Труды Вейнингера оказали значительное влияние на деятельность Людвига Витгенштейна, Августа Стриндберга, Юлиуса Эволу, а также Джеймса Джойса.

## Биография
Отто Вейнингер родился 3 апреля 1880 года в Вене, в богатой семье еврейского ювелира Леопольда Вейнингера и его жены Адельгейды. После посещения начальной и окончания средней школы в июле 1898 года Вейнингер поступил в Венский университет в октябре того же года, который с отличием окончил, защитив докторскую диссертацию на тему бисексуальности. Он изучал философию и психологию, а также изучал естественные науки и медицину. Вейнингер очень рано выучил греческий, латынь, французский и английский языки, позже испанский и итальянский, приобрел пассивные знания шведского, датского и норвежского языков.
Осенью 1901 года Вейнингер попытался найти издателя для своей работы «Эрос и психика», которую он представил своим профессорам Фридриху Йодлю и Лауренцу Мюльнеру в качестве диссертации в 1902 году. Он познакомился с Зигмундом Фрейдом, который, однако, не рекомендовал текст издателю. Его профессора приняли диссертацию, и Вейнингер получил степень доктора философии в июле 1902 года. Вскоре после этого он стал протестантом.
В 1902 году Вейнингер отправился в Байройт, где стал свидетелем исполнения «Парсифаля» Рихарда Вагнера, которое произвело на него глубокое впечатление. Через Дрезден и Копенгаген он добрался до Осло, где впервые увидел на сцене освободительную драму Генрика Ибсена «Пер Гюнт». По возвращении в Вену Вейнингер страдал от приступов глубокой депрессии. Решение свести счеты с жизнью постепенно оформилось в его сознании; однако после долгой дискуссии со своим другом Артуром Гербером Вейнингер понял, что «ещё не время».
В июне 1903 года, после нескольких месяцев напряженной работы, венским издательством Braumüller & Co была опубликована его книга «Пол и характер» — попытка представить сексуальные отношения в новом и решительном свете. Книга содержала его диссертацию, к которой были добавлены три главы: «Природа женщины и ее отношение ко Вселенной» (XII), «Иудаизм» (XIII), «Женщины и человечество» (XIV).
Хотя книга не была воспринята негативно, она не вызвала ожидаемого ажиотажа. Вейнингер подвергся нападкам Пауля Юлиуса Мебиуса, профессора в Лейпциге и автора книги «О физиологическом дефиците женщин», и был обвинен в плагиате. Глубоко разочарованный и подавленный, Вейнингер уехал в Италию.

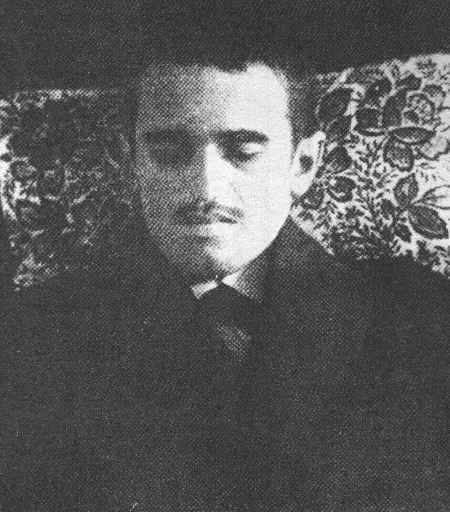
Посмертное фото

Вернувшись в Вену, он провел последние пять дней со своими родителями. 3 октября он снял комнату в доме по адресу Schwarzspanierstraße 15, где умер Людвиг ван Бетховен. Он сказал хозяйке, что его нельзя беспокоить до утра, так как он планирует работать, а затем поздно лечь спать. Этой ночью он написал два письма, одно адресованное его отцу, а другое — его брату Ричарду, сообщая им, что собирается застрелиться.
4 октября 1903 года Вейнингер смертельно ранил себя выстрелом в грудь. Умер в Венской больнице общего профиля (Wiener Allgemeines Krankenhaus), похоронен на Мацлайнсдорфском протестантском кладбище в Вене.
Возможными причинами самоубийства современники называли «конфликт между проповедуемым им аскетизмом и собственной чувственностью». С другой стороны, самоубийство Вейнингера нередко причисляют к так называемым случаям суицида из-за комплекса культурной неполноценности.

## Творчество
Основной работой Вейнингера была книга «Пол и характер. Принципиальное исследование» (1902), хотя были и другие, опубликованные уже после его смерти, — «О последних вещах» (1904, опубликовал его друг Мориц Раппапорт), «Любовь и женщина» (1917). После первой мировой войны Артуром Гербером были также опубликованы заметки и письма Вейнингера.

### «Пол и характер. Принципиальное исследование» (1902)

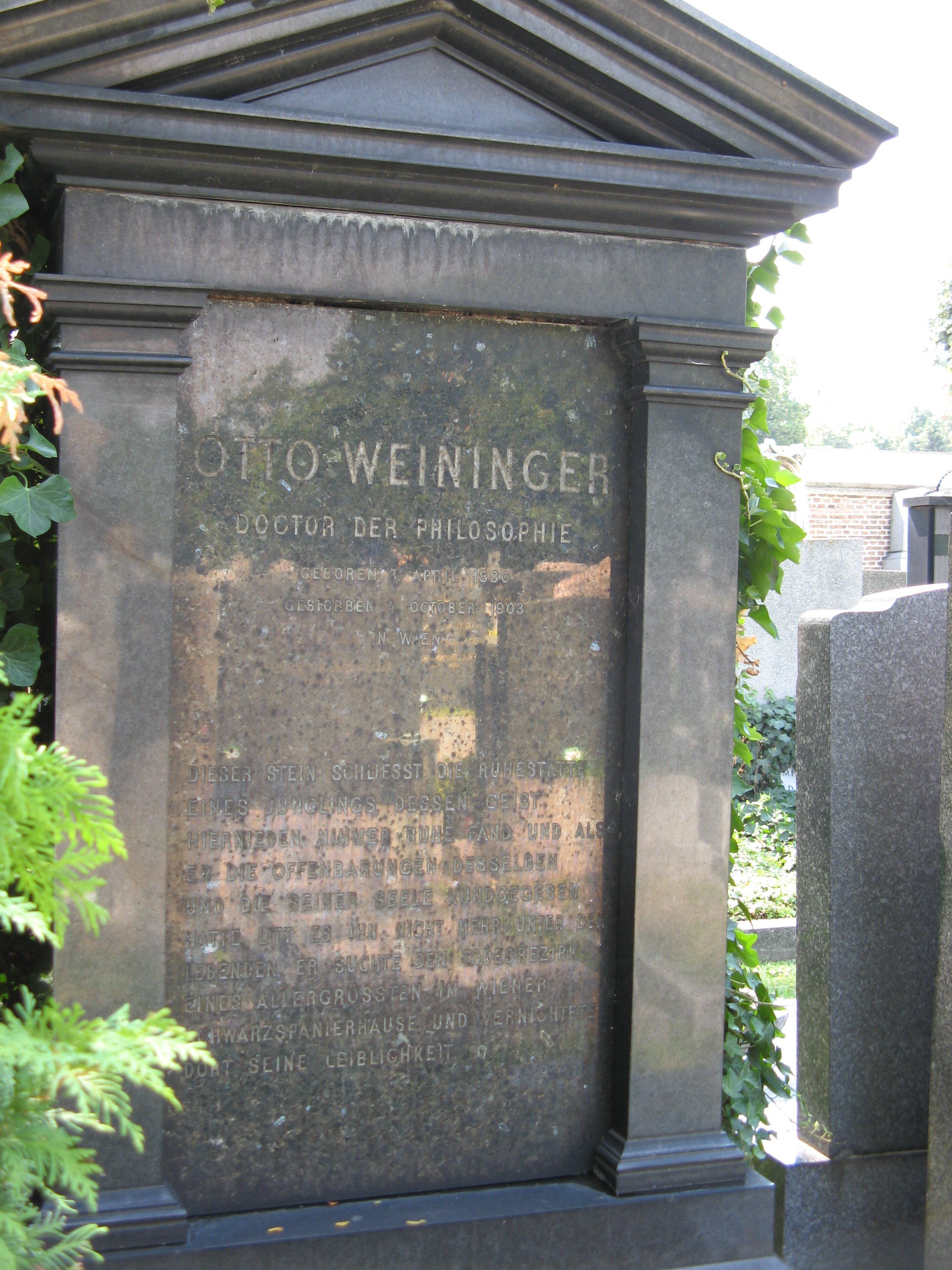
Могила Отто Вейнингера на Мацлайнсдорфском кладбище в Вене

Эта книга, высоко оценённая А. Стриндбергом, была написана с натурфилософских позиций и представляла собой глобальное исследование «мужского» и «женского» начала. В главе «О еврействе» Вейнингер противопоставил «женский» (то есть безнравственный) иудаизм «мужскому» христианству, что позднее легло в основу антисемитской пропаганды среди австрийских юдофобов.

#### Мужественность и женственность
«Пол и характер» утверждает, что все люди состоят из смеси мужского и женского вещества, и пытается поддержать эту точку зрения научно. «Мужское» начало активно, продуктивно, сознательно, морально и логично, в то время как «женское» начало пассивно, непродуктивно, бессознательно, аморально и алогично. Вейнингер утверждает, что эмансипация возможна только для «мужской женщины», например, некоторых лесбиянок, и что женская жизнь поглощена сексуальными функциями: и с актом, как проститутка, и с продуктом, как мать. Женщина — «сваха». Напротив, долг мужчины, или «мужское» начало личности, состоит в том, чтобы стремиться стать гением и отказаться от сексуальности ради абстрактной любви к абсолюту, Богу, которую он находит внутри себя.
Значительная часть его книги посвящена природе гения. Вейнингер утверждает, что гений никогда не относится исключительно к определённой области, такой как математика или музыка, но есть только универсальный гений, в котором всё существует и имеет смысл. Он рассуждает, что это качество, вероятно, присутствует во всех людях в той или иной степени.
«Пол и характер» стали популярными в Италии как альтернатива фрейдистскому психоанализу из-за интереса, который он вызвал у итальянских интеллектуалов, таких как Стено Тедески, который перевёл текст на итальянский язык.

#### Еврейство против Христианства
В отдельной главе Вейнингер, сам еврей, принявший христианство в 1902 году, анализирует архетипическую еврейку как женственную и, следовательно, глубоко нерелигиозную, без истинной индивидуальности (души) и без чувства добра и зла. Христианство описывается как «высшее выражение высшей веры», в то время как иудаизм называется «крайностью трусости». Вейнингер осуждает упадок нового времени и приписывает большую его часть женскому (или тождественно «еврейскому») характеру. По мнению Вейнингера, все проявляют некоторую женственность и то, что он называет «еврейством».

#### Критика Духа времени
О еврействе, декадансе и женственности в «Пол и характер» Вейнингер писал:

Наш век, который является не только самым еврейским, но и самым женоподобным из всех веков; век, в котором искусство представляет собой лишь сударий своих юморов; век самого легковерного анархизма, без всякого понимания государства и справедливости; век коллективистской этики и эпоха, в которую история рассматривается с поразительной несерьезностью [исторический материализм]; эпоха капитализма и марксизма; век, в котором история, жизнь и наука больше ничего не значат, кроме экономики и техники; век, когда гениальность можно объявить формой безумия, в то время как она больше не обладает ни одним великим художником или философом; век наименьшей оригинальности и ее величайшего стремления; век, который может похвастаться тем, что первым испытал возвышенный эротизм, но не для того, чтобы забыться, как это делали римляне или греки в своих Вакханалиях, а для того, чтобы иметь иллюзию повторного открытия себя и наполнения своего тщеславия.
Оригинальный текст (англ.)Our age, which is not only the most Jewish, but also the most effeminate of all ages; an age in which art represents only a sudarium of its humors; the age of the most gullible anarchism, without any understanding of the State and of justice; the age of the collectivist ethics of the species; the age in which history is viewed with the most astonishing lack of seriousness [historical materialism]; the age of capitalism and of Marxism; the age in which history, life, and science no longer mean anything, apart from economics and technology; the age when genius could be declared a form of madness, while it no longer possesses even one great artist or philosopher; the age of the least originality and its greatest pursuit; the age which can boast of being the first to have exalted eroticism, but not in order to forget oneself, the way the Romans or the Greeks did in their Bacchanalia, but in order to have the illusion of rediscovering oneself and giving substance to one’s vanity.

## Реакция на самоубийство
Самоубийство Вейнингера в доме, где умер Бетховен — человек, которого он считал одним из величайших гениев всех времен, — сделало его известным, вдохновило несколько имитационных самоубийств и вызвало интерес к его книге. Книга получила восторженные отзывы Августа Стриндберга, который написал, что она «вероятно, решила самую трудную из всех проблем», «проблему женщины».

## Вейнингер и нацисты
Отдельные части сочинений Вейнингера использовались нацистской пропагандой, несмотря на то, что Вейнингер активно выступал против идей расы, которые стали отождествляться с нацистами. В своих частных беседах Адольф Гитлер вспоминал замечание своего наставника Дитриха Эккарта о Вейнингере: «Я знал только одного порядочного еврея, и он покончил с собой в тот день, когда понял, что еврей живёт за счёт разложения народов...»
В главе «Иудаизм» в своей книге «Пол и характер» Вейнингер пишет:

Еврейская раса была выбрана мною в качестве предмета обсуждения, потому что, как будет показано, она представляет самые серьезные и огромные трудности для моих взглядов.
Однако я должен пояснить, что я имею в виду под иудаизмом; я не имею в виду ни расу, ни народ, ни общепризнанное вероучение. Я думаю об этом как о тенденции ума, как о психологической конституции, которая возможна для всего человечества, но которая стала актуальной наиболее заметным образом только среди евреев. Антисемитизм сам по себе подтвердит мою точку зрения.
... Таким образом, объясняется тот факт, что наиболее ожесточенных антисемитов можно найти среди самих евреев.
Истинная концепция государства чужда еврею, потому что ему, как и женщине, не хватает личности; его неспособность понять идею истинного общества объясняется отсутствием у него свободного умопостигаемого эго. Как и женщины, евреи склонны держаться вместе, но они не объединяются как свободные независимые личности, взаимно уважающие индивидуальность друг друга.
Как у женщин нет настоящего достоинства, так и у евреев нет того, что подразумевается под словом "джентльмен". Настоящий еврей терпит неудачу в этом врожденном воспитании, благодаря которому одни люди уважают свою индивидуальность и уважают индивидуальность других. Нет еврейской знати, и это тем более удивительно, что еврейские родословные могут быть прослежены на протяжении тысячелетий.
Хорошо знакомое еврейское высокомерие имеет сходное объяснение...
Оригинальный текст (англ.)The Jewish race has been chosen by me as a subject of discussion, because, as will be shown, it presents the gravest and most formidable difficulties for my views.
I must, however, make clear what I mean by Judaism; I mean neither a race nor a people nor a recognised creed. I think of it as a tendency of the mind, as a psychological constitution which is a possibility for all mankind, but which has become actual in the most conspicuous fashion only amongst the Jews. Antisemitism itself will confirm my point of view.
... Thus the fact is explained that the bitterest Antisemites are to be found amongst the Jews themselves.
The true concept of the State is foreign to the Jew, because he, like the woman, is wanting in personality; his failure to grasp the idea of true society is due to his lack of free intelligible ego. Like women, Jews tend to adhere together, but they do not associate as free independent individuals mutually respecting each other's individuality.
As there is no real dignity in women, so what is meant by the word "gentleman" does not exist amongst the Jews. The genuine Jew fails in this innate good breeding by which alone individuals honour their own individuality and respect that of others. There is no Jewish nobility, and this is the more surprising as Jewish pedigrees can be traced back for thousands of years.
The familiar Jewish arrogance has a similar explanation...

Позже в той же главе он пишет:

Недостатки еврейской расы часто приписывались подавлению этой расы арийцами, и многие христиане все еще склонны винить себя в этом отношении. Но самобичевание не оправдано. Внешние обстоятельства не формируют расу в одном направлении, если в расе нет врожденной тенденции реагировать на формирующие силы; общий результат исходит по крайней мере в той же степени от естественного расположения, что и от изменяющих обстоятельств.
Еврей на самом деле не антиморален. Но, тем не менее, он не представляет высшего этического типа. Он скорее не моральный, ни хороший, ни плохой.
Так же и в случае с женщиной...
...В еврее и женщине добро и зло неотличимы друг от друга.
Таким образом, евреи не живут как свободные, самоуправляющиеся личности, выбирая между добродетелью и пороком на арийский манер...
Оригинальный текст (англ.)The faults of the Jewish race have often been attributed to the repression of that race by Aryans, and many Christians are still disposed to blame themselves in this respect. But the self-reproach is not justified. Outward circumstances do not mould a race in one direction, unless there is in the race the innate tendency to respond to the moulding forces; the total result comes at least as much from a natural disposition as from the modifying circumstances.
The Jew is not really anti-moral. But, none the less, he does not represent the highest ethical type. He is rather non-moral, neither good nor bad.
So also in the case of the woman...
...In the Jew and the woman, good and evil are not distinct from one another.
Jews, then, do not live as free, self-governing individuals, choosing between virtue and vice in the Aryan fashion...

Соответственно, взгляды Вейнингера считаются важным шагом в попытках исключить женщин и евреев из общества на основе методической философии, в эпоху провозглашения равенства людей и научной мысли.
В своей книге «Нацистская идеология до 1933 года» Барбара Миллер Лейн показывает, как нацистские идеологи, такие как Дитрих Эккарт, игнорировали осуждение Вейнингером обвинений в адрес отдельных евреев и вместо этого просто заявляли, что евреям, как и женщинам, не хватает души и веры в бессмертие, и что «арийцы» должны защищать себя от «еврейства» внутри, так как это внутреннее «еврейство» является источником зла.

## Вейнингер и еврейская самоненависть
Аллан Яник в книге «Венская культура и еврейская гипотеза ненависти к себе: критика» ставит под сомнение обоснованность концепции «еврейской ненависти к себе», даже применительно к Вейнингеру, по общему мнению, «мыслителю, которого почти все считают олицетворяющим сам архетип ненавидящего себя венского еврея интеллектуала». Ответственность за эту репутацию Яник возлагает на Питера Гэя. Яник сомневается, что такое понятие, как «еврейская ненависть к себе», применимо к Вейнингеру в любом случае, потому что, хотя он был еврейского происхождения, «менее чем ясно, что у него была еврейская идентичность», чтобы отвергнуть. По мнению Яника, Гэй неправильно понимает роль религии в еврейской идентичности и «похоже, проносит контрабандой множество скрытого теологического багажа в секуляризованной форме», в результате чего «часть скрытой метафизики выставляется напоказ как социальная наука».